# Wumahe
Der Stadtbezirk Wumahe (chinesisch 乌马河区, Pinyin Wūmǎhé Qū) der bezirksfreien Stadt Yichun in der chinesischen Provinz Heilongjiang im Nordosten der Volksrepublik China hat eine Fläche von 1.254 km² und zählt 40.000 Einwohner (2004).